# Flatida intacta
Flatida intacta är en insektsart som först beskrevs av Walker 1851.  Flatida intacta ingår i släktet Flatida och familjen Flatidae. Inga underarter finns listade i Catalogue of Life.